# Praia de Muro Alto
Vista aérea da praia de Muro Alto.
Praia de Muro Alto é uma praia localizada no município de Ipojuca, litoral sul do estado brasileiro de Pernambuco. Dista 54 km do Recife, e está situada entre a praia de Porto de Galinhas e o Complexo Industrial Portuário de Suape. É conhecida por abrigar um grande complexo de resorts hoteleiros e residenciais que ocupam todo seu litoral. A Praia de Muro Alto tem cerca de 3 km de extensão e é formada por um extenso arrecife que cria uma imensa piscina natural com águas calmas, mornas e transparentes.